# かわさきテクノピア

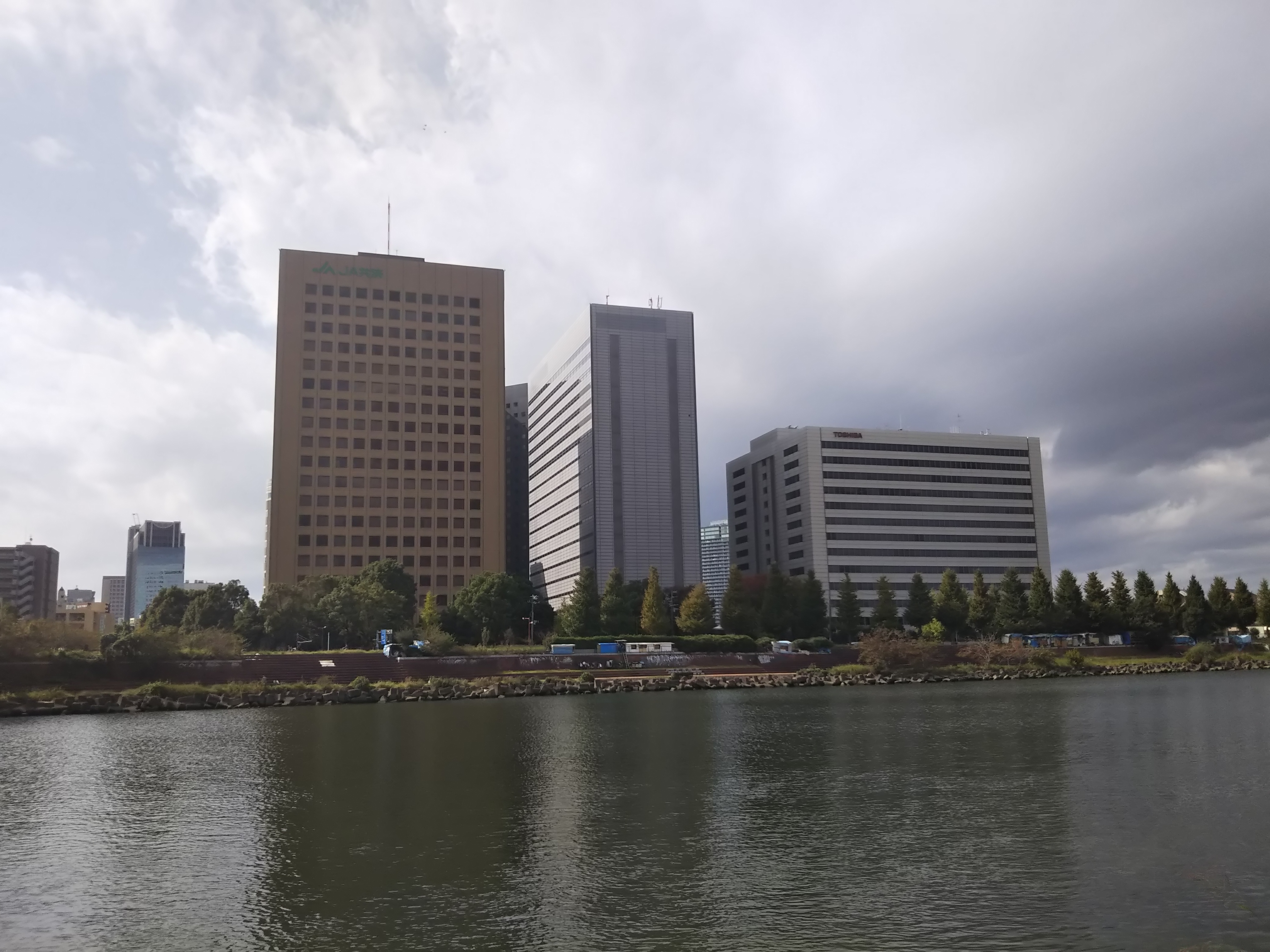
多摩川の対岸の東京都大田区側より。
川沿いの3棟は左から興和川崎西口ビル、川崎テックセンター、川崎東芝ビル。
左奥に見えるのは川崎駅前タワー・リバーク。

かわさきテクノピア（英語: Kawasaki Technopia）は、神奈川県川崎市幸区堀川町、幸町一丁目及び幸町二丁目のJR川崎駅西口一帯に広がる再開発地域。

## 概要
1983年3月に川崎市が総合計画「2001かわさきプラン」を策定し、1984年12月に都市再開発方針2号地区として川崎駅西口を指定した。
1985年5月に川崎市が川崎駅西口地区の再開発の一環として、1983年に千葉県市原市へ移転し閉鎖された明治製糖川崎工場、1989年に閉鎖された明治製菓川崎工場跡地に「かわさきテクノピア構想」を発表。製糖の跡地を第1街区、製菓の跡地を第2街区に分けて開発することとなる。第1街区はオフィスビル、研究所と住宅で、第2街区はオフィス、商業施設の複合施設と区分けされている。
1988年7月に第1特定街区が完成。1990年11月に第2特定街区の都市計画が決定、その後着工し1995年7月に完成した。

## 主な施設

### 第1街区
主に住宅・都市整備公団（現：都市再生機構）と興和不動産が中心となり土地開発を主導した。

#### オフィス棟
- 東芝半導体システム技術センター（川崎東芝ビル）
  - 竣工：1987年

- リクルート川崎テクノピアビル→川崎テックセンター
  - 発注：リクルート
  - 設計：入江三宅設計事務所
  - 施工：清水建設[4]
  - 階数：地上20階、地下3階
  - 竣工：1988年4月

当該地域の開発利益供与事件を発端としてリクルート事件が発覚した。詳細は「リクルート事件#発覚」を参照。
1997年12月、資産圧縮の一環でコロニー・キャピタルとケネディ・ウィルソン・インクに売却。その後、2007年にルビコン･ジャパン･ウエストに売却される。
- 川崎産業振興会館[7]
  - 発注：川崎市
  - 設計：株式会社相和技術研究所
  - 竣工：1988年7月

- 興和川崎西口ビル
  - 階数：地上21階、地下2階
  - 竣工：1988年2月29日

#### 住宅棟
- 公団堀川町ハイツ→URかわさきテクノピアハイツ[8]

### 第2街区

#### オフィス棟
- ソリッドスクエア
  - 明治製菓川崎工場跡地に建設された再開発ビル。詳細は当該記事を参照。

## 川崎駅西口の再開発地区
- かわさきテクノピア
  - ソリッドスクエア
- ミューザ川崎
  - ミューザ川崎シンフォニーホール
  - ミューザ川崎セントラルタワー
- ラゾーナ川崎 - 東芝川崎事業所（旧堀川町工場）跡地
  - ラゾーナ川崎プラザ
  - ラゾーナ川崎東芝ビル
    - 東芝未来科学館